# Blade Runner 2049
Blade Runner 2049 – amerykański film neo-noir science fiction z 2017 roku w reżyserii Denisa Villeneuve’a, stanowi kontynuację Łowcy androidów z 1982 roku. W filmie grają między innymi Ryan Gosling, Lennie James, Mackenzie Davis i Harrison Ford.

## Opis fabuły
Oficer policji Los Angeles trafia na ukrywaną przez lata informację, która może pogrążyć resztki społeczeństwa w chaosie. Odkrycie prowadzi go do poszukiwań Ricka Deckarda, byłego łowcy androidów, który zaginął trzydzieści lat wcześniej.

## Obsada

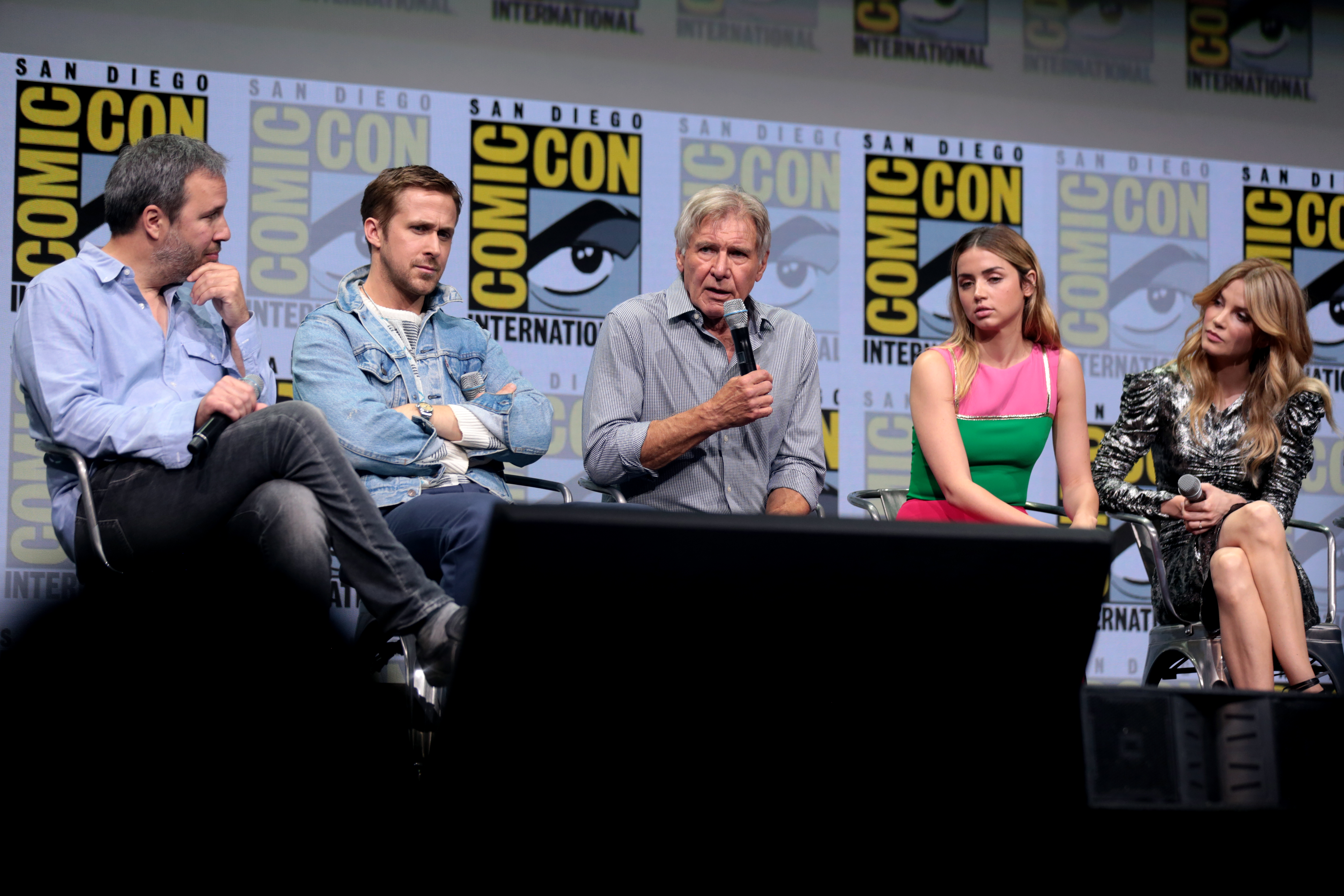
Reżyser i obsada na San Diego Comic-Conie (2017)

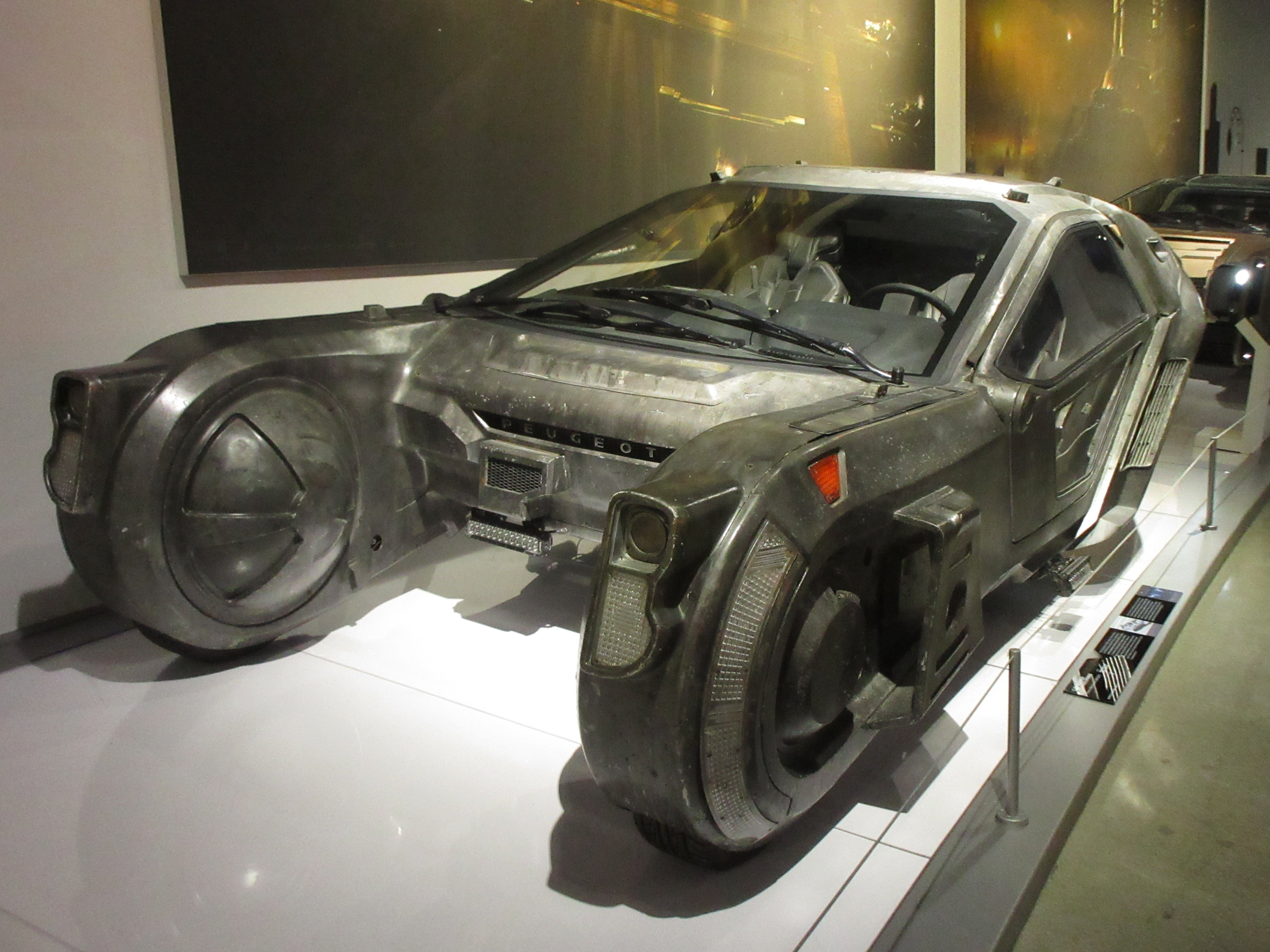
Pojazd policjanta K

| Rola            | Aktor              |
| --------------- | ------------------ |
| policjant K     | Ryan Gosling       |
| Rick Deckard    | Harrison Ford      |
| Joi             | Ana de Armas       |
| Luv             | Sylvia Hoeks       |
| Niander Wallace | Jared Leto         |
| por. Joshi      | Robin Wright       |
| Sapper Morton   | Dave Bautista      |
| Cotton          | Lennie James       |
| Ana Stelline    | Carla Juri         |
| Mariette        | Mackenzie Davis    |
| Gaff            | Edward James Olmos |

## Produkcja
Prace nad drugą częścią Łowcy androidów pod roboczym tytułem „Blade Runner Down” zaczęły się w 1999 roku. Stuart Hazeldine napisał scenariusz bazujący na książce Blade Runner 2: The Edge of Human, jednak prace zostały przerwane z powodu braku licencji do marki. W czerwcu 2009 roku Brad Stone, reporter The New York Times podał w swoim artykule, że reżyser pierwszej części Ridley Scott razem z bratem Tonym pracowali nad prequelem określanym jako „Purefold”. Miała to być seria 5-10 minutowych odcinków udostępnianych w internecie. Z powodu braku licencji postacie i wydarzenia nie mogły być mocno związane z tymi z pierwowzoru. Seria ta nigdy nie została wydana.
W 2014 roku Ridley Scott wyjawił, że nie będzie reżyserem filmu, ale zostanie w zespole jako producent. Jednocześnie wyjawił, że okres zdjęciowy powinien rozpocząć się w 2015 roku. Za oprawę dźwiękową początkowo miał odpowiadać islandzki kompozytor Jóhann Jóhannsson, który współpracował z Villeneuve’em przy wcześniejszych filmach, lecz później zastąpił go Hans Zimmer. Zdjęcia do filmu trwały od lipca 2016 do listopada tego samego roku.

## Odbiór

### Box office
W Stanach Zjednoczonych i Kanadzie film przyniósł 92 mln USD. W innych krajach przychody wyniosły niecałe 176, a łączny przychód blisko 268 milionów dolarów, co przy budżecie szacowanym na przynajmniej 150 mln jest słabym wynikiem finansowym.

### Krytyka w mediach
Film spotkał się z dobrą reakcją krytyków. W serwisie Rotten Tomatoes 88% z 444 recenzji uznano za pozytywne, a średnia ocen wyniosła 8,3/10. Na portalu Metacritic średnia ocen z 54 recenzji wyniosła 81 punktów na 100.

### Nagrody i nominacje
W 2018 roku film Blade Runner 2049 został nominowany do Oscara w pięciu kategoriach (najlepszy dźwięk, montaż dźwięku, najlepsza scenografia, najlepsze zdjęcia i najlepsze efekty specjalne) z czego wygrał dwie statuetki – za najlepsze zdjęcia i najlepsze efekty specjalne.